# Cratere Nif
Nif  è un cratere sulla superficie di Marte.